# Joshua Schwirten
Joshua Schwirten (Bergisch Gladbach, 7 januari 2002) is een Duits voetballer die doorgaans speelt als middenvelder. Hij verruilde in 2024 FC Erzgebirge Aue voor Roda JC Kerkrade.

## Clubcarrière
Schwirten begon met voetballen bij zijn lokale voetbalclub TuS Immekeppel, waarna hij in 2009 overstapte naar de jeugdopleiding van 1. FC Köln. Voor het tweede elftal van Köln debuteerde hij op 3 april 2021 in het betaald voetbal, tegen SV Bergisch Gladbach 09 in de Regionalliga West (2-1). In drie seizoenen speelde hij 57 wedstrijden voor het tweede van Köln, waarbij hij 13 keer scoorde. Hij kwam nooit uit voor het eerste elftal, hoewel hij twee maal op de bank zat in oktober 2022.
Medio 2023 ging Schwirten naar FC Erzgebirge Aue, in de 3. Liga. In zijn debuut voor de club, op 23 augustus 2023 tegen SV Sandhausen, maakte hij meteen het winnende doelpunt (2-1). In totaal scoorde hij slechts twee goals in 32 wedstrijden.
In de zomer van 2024 maakte Schwirten de overstap naar Roda JC, in de Eerste divisie. Hij debuteerde op de eerste speeldag tegen Jong AZ (1-6). 

## Statistieken
| Seizoen | Club              | Competitie        | Competitie | Competitie | Beker | Beker | Overig | Overig | Totaal | Totaal |
| Seizoen | Club              | Competitie        | Wed.       | Dlp.       | Wed.  | Dlp.  | Wed.   | Dlp.   | Wed.   | Dlp.   |
| ------- | ----------------- | ----------------- | ---------- | ---------- | ----- | ----- | ------ | ------ | ------ | ------ |
| 2020/21 | 1. FC Köln II     | Regionalliga West | 6          | 1          | 0     | 0     | 0      | 0      | 6      | 1      |
| 2021/22 | 1. FC Köln II     | Regionalliga West | 22         | 7          | 0     | 0     | 0      | 0      | 22     | 7      |
| 2022/23 | 1. FC Köln II     | Regionalliga West | 29         | 5          | 0     | 0     | 0      | 0      | 29     | 5      |
| 2023/24 | FC Erzgebirge Aue | 3. Liga           | 27         | 2          | 5     | 0     | 0      | 0      | 32     | 2      |
| 2024/25 | Roda JC Kerkrade  | Eerste divisie    | 28         | 0          | 1     | 0     | 0      | 0      | 29     | 0      |
| Totaal  | Totaal            | Totaal            | 112        | 15         | 6     | 0     | 0      | 0      | 118    | 15     |

Bijgewerkt op 28 mei 2025.